# Armée d'Helvétie

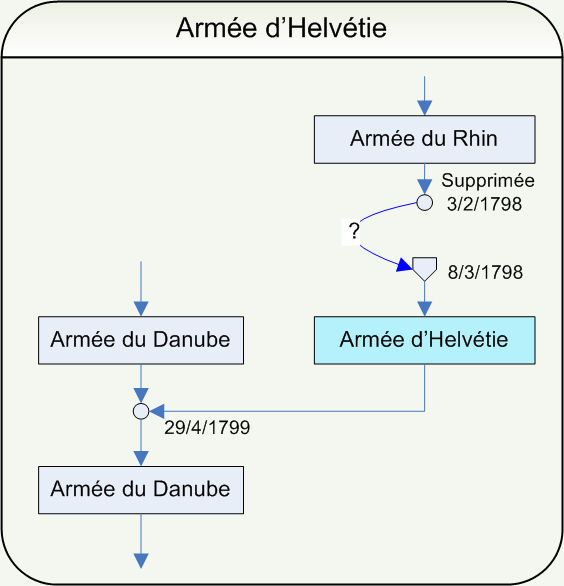
Évolution de l'armée d'Helvétie

L’armée d'Helvétie est une des armées de la République, qui combattirent l'Europe coalisée.

## Création et mutations
- Elle fut créée par l'arrêté du 8 mars 1798 (18 ventôse an VI), et constituée en partie par les effectifs de l'armée du Rhin dissoute le 3 février 1798.
- Par arrêté du 21 avril 1799 (2 floréal an VII), mis en exécution le 29 avril, elle est supprimée et réunie à l'armée du Danube

## Officiers

### Généraux
- du 8 mars au 27 mars 1798, provisoirement : général Brune
- du 28 mars au 10 décembre 1798, provisoirement et subordonnément au général Jourdan : général Schauenburg
- du 11 décembre 1798 au 4 avril 1799, subordonnément au général Jourdan : général Masséna
- du 5 au 16 avril 1799, provisoirement et subordonnément au général Masséna : général Ménard
- du 17 au 28 avril : général Masséna, commandant les armées d'Helvétie et du Danube
  - Louis Nicolas Hyacinthe Chérin, chef d’État-major des armées d’Helvétie et du Danube

### Généraux de division
- Général Bourcier, Inspecteur général de la cavalerie des armées de Mayence et d'Helvétie (18 septembre 1798 au décembre 1799)
- Général Chabran, commandant de la 8e puis de la 7e division de l’armée d’Helvétie
- Général Hardy, commandant de la 6e division de l'armée d'Helvétie
- Général Lecourbe
- Général Loison
- Général Ménard
- Général Mortier, commandant de la 4e division de l'armée d'Helvétie
- Général Turreau, commandant de la 1re division de l’armée d’Helvétie

### Adjudants-généraux
- Général Reille
- Général Fririon

### Chef de brigade
- Colonel Desgraviers-Berthelot, chef de brigade de la 1re demi-brigade d'infanterie

### Autres
- Jean Joseph Amable Humbert
- Victor Antoine Andréossy
- Alexandre Charles Joseph Aubrée
- Jean-Pierre Augereau
- Jean-Marie Le Barbier de Tinan
- Jean Léonard Barrié
- Frédéric Auguste de Beurmann
- Auguste Julien Bigarré
- Charles Joseph Boyé
- Jean-Baptiste Charles Bouchotte
- Pierre Cambronne
- Raphaël de Casabianca
- Claude Corbineau
- Jean Nicolas Curély
- Jean-Baptiste Théodore Curto
- Augustin Darricau
- Jean-Pierre Dellard
- Jean-François Graindorge
- Jean-Baptiste Jamin
- Louis François Lanchantin
- Jean Thomas Guillaume Lorge
- Armand Samuel de Marescot
- Jean Fabre de La Martillière
- Louis Antoine Choin de Montgay
- Pierre-Francois Mont-Serraz
- Pierre Claude Pajol
- Pierre-Jacques de Potier
- Éloi Charlemagne Taupin
- Nicolas Schmitz
- Benoît Prosper Sibuet

## Unités
- 3e régiment d'infanterie
- 8e régiment de hussards
- 11e régiment de hussards
- 53e régiment d'infanterie
- 109e régiment d'infanterie de ligne
- 110e demi-brigade d’infanterie de ligne

## Campagnes
- Première bataille de Zurich

### Source
- Chef d'escadron d'état-major Charles Clerget, Tableaux des armées françaises pendant les guerres de la Révolution, sous la direction de la section historique de l'état-major de l'armée, librairie militaire R. Chapelot, Paris, 1905.